# 739年
| 千纪： | 1千纪                                                                                           |
| 世纪： | 7世纪 \| 8世纪 \| 9世纪                                                                         |
| 年代： | 700年代 \| 710年代 \| 720年代 \| 730年代 \| 740年代 \| 750年代 \| 760年代                       |
| 年份： | 734年 \| 735年 \| 736年 \| 737年 \| 738年 \| 739年 \| 740年 \| 741年 \| 742年 \| 743年 \| 744年 |
| 纪年： | 己卯年（兔年）；唐（新罗）开元二十七年；日本天平十一年；渤海国大興二年                          |

## 大事记
- 唐玄宗開元二十七年，朝廷追封春秋人物冉耕為鄆侯。

## 出生
- 郭曖，唐朝名將郭子儀第六子，唐代宗時期駙馬，娶昇平公主。

## 逝世
- 金城公主，唐朝和親公主之一，嫁贊普赤德祖贊。生父為嗣雍王李守禮，養父為唐中宗。